# Gyrostigma rhinocerontis
Espèce
Gyrostigma rhinocerontis est une espèce de diptères parasite de la famille des œstres. Il s'agit de la plus grande mouche connue d'Afrique. Ses hôtes sont le Rhinocéros noir (Diceros bicornis) et le Rhinocéros blanc (Ceratotherium simum).

## Taxonomie
G. rhinocerontis a été décrite en 1930 par le naturaliste anglais Richard Owen, qui l'avait nommé Oestrus rhinocerontis. Il n'avait toutefois décrit que la larve, trouvée à l'intérieur d'un estomac de rhinocéros. Des informations supplémentaires ont été fournies plusieurs années plus tard par l'entomologiste allemand Fritz Konrad Ernst Zumpt.

## Description
G. rhinocerontis est une grande mouche; la plus grande connue en Afrique. Elle peut mesurer jusqu'à 4 cm de long, avec une envergure allant jusqu'à 7 cm. Son corps à l'aspect robuste est noir, avec une tête orange à rougeâtre. La larve porte des crochets et des épines près de la bouche pour s'accrocher à son hôte.

## Biologie

### Phénologie
La femelle pond ses œufs sur le museau du rhinocéros. Une fois sortie de l'œuf, la larve pénètre dans le tractus digestif du rhinocéros, probablement par la bouche ou les narines, pour aller se loger contre la paroi de l'intestin. La larve vit deux mues, puis est éjectée du système digestif avec les excréments. C'est alors qu'elle entre en pupaison, selon toute évidence après s'être enfouie dans le sol. Après la métamorphoses, l'adulte se met en quête d'un partenaire pour se reproduire. Comme G. rhinocerontis ne se nourrit pas à ce stade, l'espérance de vie des adultes est relativement courte.